# Десногорськ
Десногорськ або Десногірськ (рос. Десногорск) — місто (з 1989) в Смоленській області Росії. Розташоване на березі Десни за 153 км від Смоленська. До складу муніципального об'єднання «місто Десногорськ» входить також село Сосновка.

## Історія
Засноване як поселення енергетиків у 1960-х роках при будівництві Смоленської АЕС. У 1974 поселення офіційно зареєстровано. Населення міста — близько 31,2 тисяч осіб (2009).

## Економіка
- Смоленська АЕС об'єм відвантажених товарів власного виробництва 2008 р — 17,8 млрд руб.
- ТОВ «Десногорський полімерний завод» (ООО «ДПЗ»)
- ТОВ «Полімер»
- МУП «Комбінат комунальних підпримств»
- ОАО «ЕлС»
- Смоленське Управління — філіал ОАО «Електроцентромонтаж»
- ОАО «Атомтранс»
- Філіал «Смоленськенергозахист» ОАО «Фірма „Енергозахист“»
- Банк «СМОЛЕВИЧ». Десногорський філіал
- Газета «Авось-ка»
- Газета «Десна»
- ЗАО «НП „Автотранс“»